# Amalie von der Pfalz
Amalie von der Pfalz (* 25. Juli 1490 in Heidelberg; † 6. Januar 1525 in Stettin) aus der Familie der Wittelsbacher war eine Pfalzgräfin von Simmern und durch Heirat Herzogin von Pommern.

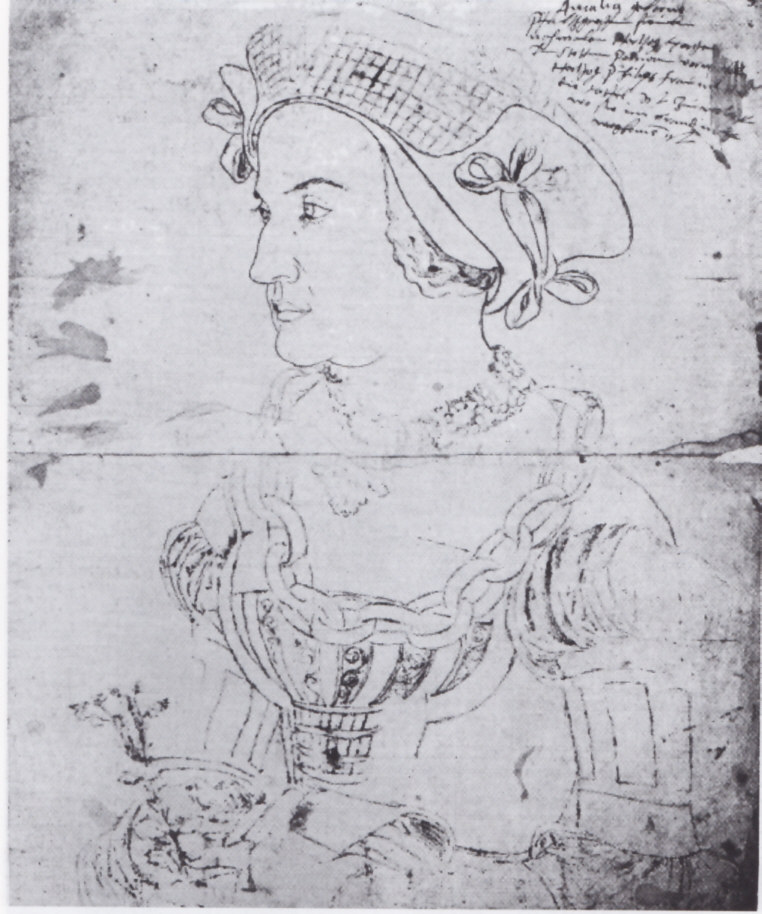
Kohlepause nach A. Dürer aus dem Visierungsbuch Herzog Philipps II. von Pommern

## Leben
Amalie war eine Tochter des Kurfürsten Philipp von der Pfalz (1448–1508) aus dessen Ehe mit Margarete (1456–1501), Tochter des Herzogs Ludwig IX. von Bayern-Landshut.
Sie heiratete am 22. Mai 1513 in Stettin Herzog Georg I. von Pommern (1493–1531). Die Ehe war von Herzog Bogislaw X. vorangetrieben worden, der damit die Unterstützung der Kurpfalz in seiner Auseinandersetzung mit Kurbrandenburg suchte. Gleichzeitig vermählte sich Georgs Vetter Herzog Heinrich V. zu Mecklenburg mit Amalies Schwester Helene. Amalies Vermählung wurde unter großem Gepränge unter Anwesenheit zahlreicher Reichsfürsten begangen. Während der Hochzeitsfeierlichkeiten soll es zu Auseinandersetzungen der Gesandten der Könige von Dänemark und Polen um die Rangfolge gekommen sein.
Die Herzogin wurde als „züchtig“ beschrieben, die es verstand, als regierende Fürstin ihren Staat zu gebrauchen. Amalies Sohn Philipp wurde ab 1526 am Hof ihres Bruders Ludwig V. von der Pfalz in Heidelberg erzogen.
Amalie, zeit ihres Lebens stets kränklich, starb 34-jährig und wurde in Stettin beigesetzt.

## Nachkommen
Aus ihrer Ehe hatte Amalie folgende Kinder:
- Bogislaw XI. (*/† 1514)
- Philipp I. (1515–1560), Herzog von Pommern-Wolgast

⚭ 1536 Prinzessin Maria von Sachsen (1515–1583)
- Margarete (1518–1569)

⚭ 1547 Herzog Ernst IV. von Braunschweig-Grubenhagen (1518–1567)